# Inspirations
Inspirations ist ein Jazzalbum von Dwight Trible mit dem Trompeter Matthew Halsall, der das Album auch produzierte. Die 2016 im Fish Factory Studio und den 80 Hertz Studios in London entstandenen Aufnahmen erschienen am 30. Juni 2017 auf Halsalls Label Gondwana Records und werden (in Deutschland) von Groove Attack vertrieben.

## Hintergrund
Als Teilnehmer des Joy of Jazz Festival in Südafrika trafen Trible und Matthew Halsall, Gondwana-Labelchef und Trompeter, 2015 hinter der Bühne aufeinander. Gegenseitige Sympathie führten dazu, dass Trible sogleich mit dem Gondwana Orchestra den Klassiker The Creator Has a Master Plan aufführte.  Nach weiteren Begegnungen entstand zwei Jahre später dieses Album. Trible, der sonst in Los Angeles arbeitet, nahm das Album in London mit Halsall auf, dessen Band, bestehend aus Taz Modi (Klavier), Gavin Barras (Bass) und Jon Scott (hauptsächlich Schlagzeug) an der Produktion mitwirkte.
Inspirations wurde als Kombination aus gemeinsamen Favoriten und spirituellen Jazzklassikern konzipiert, die Trible und Halsall für die Produktion auswählten. Zum Repertoire gehörten spirituell orientierte Songs wie Heaven & Hell von Dorothy Ashby und Dear Lord von John Coltrane; zu letzterem schrieb Trible den Songtext. Weitere Cover waren der von Donny Hathaway stammende Song Tryin’ Times (den dieser mit Roberta Flack aufnahm), der durch Dionne Warwick bekannten Burt-Bacharach-Song What the World Needs Now Is Love, Nina Simones Hit Feeling Good von dem Singer-Songwriter Anthony Newley, der Folksong Black Is the Colour of My True Love’s Hair und das Spiritual Deep River (aus der 1916 erschienenen Sammlung Jubilee Songs of the USA).
Trible und Halsall beabsichtigen mit Inspiration eine letztlich gesellschaftliche Wirkung. So stellt Matthew Halsall fest: „Dies sind verstörende Zeiten, und ich denke, Musik kann uns Trost und Inspiration geben. Ich glaube, dies spiegelt sich in der Auswahl der Songs wider.“ Und Triple diagnostizierte eine „sehr ernstzunehmende Zeit, in der wir gerade leben. Wir brauchen alle an Deck, ich spüre einen Aufruf zum Handeln.“ Beispielsweise sei „What The World Needs Now“ dafür „ein guter Antrieb. Ich frage mich, ob Burt Bacharach den Song jemals so betrachtet hat? Es geht darum, Liebe als Waffe zu benutzen.“
2018 nahmen Trible und das Gondwana Orchestra um Matt Halsall vier weitere Titel auf, sämtlich aus dem Repertoire von Pharoah Sanders, mit dem Trible fünf Jahre zuvor in Europa tourte; sie erschienen auf der Gondwana-EP Colors.

## Titelliste

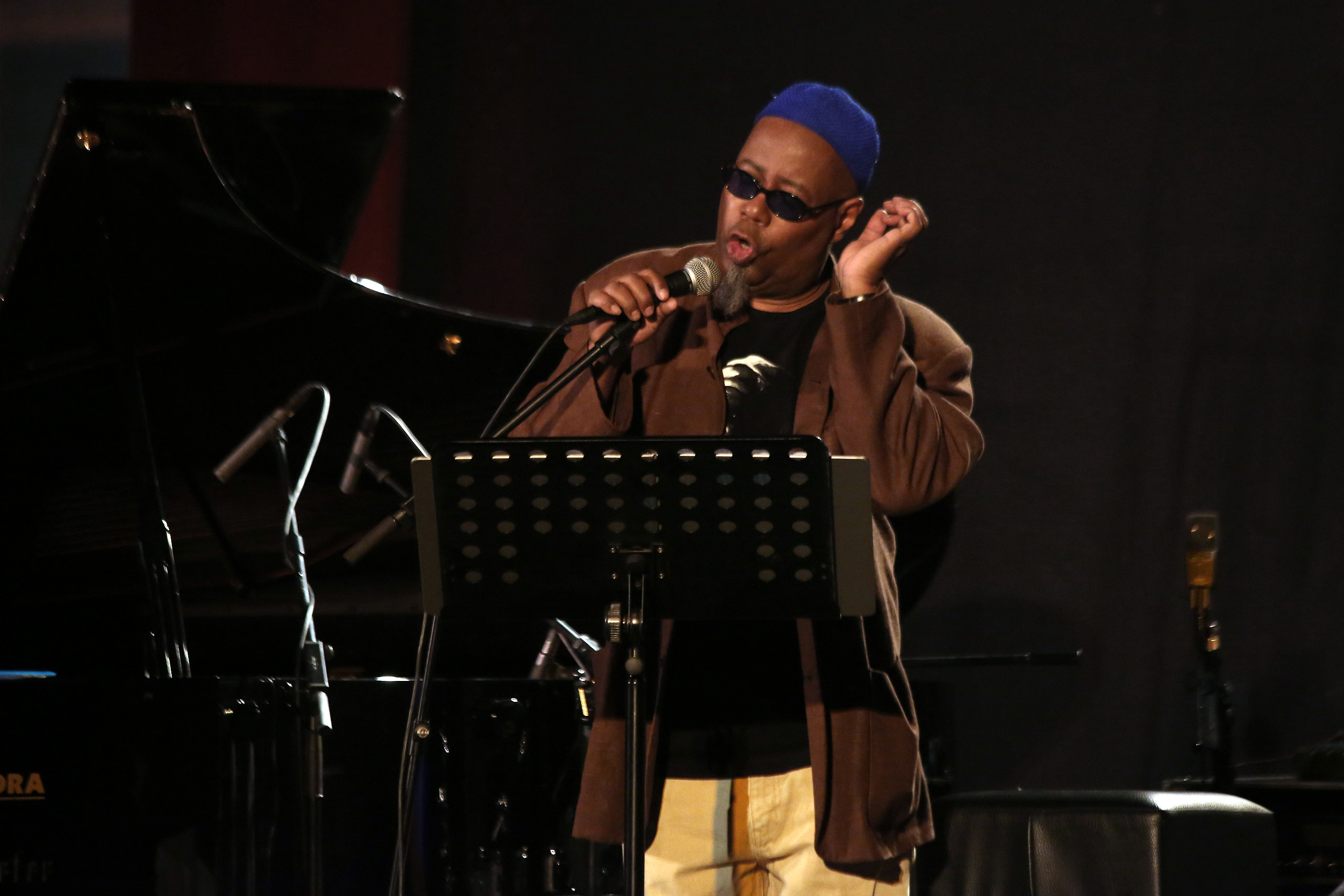
Dwight Trible auf dem INNtöne Jazzfestival 2013

- Dwight Trible: Inspirations (Gondwana Records – GONDCD017)[5]

1. What the World Needs Now Is Love (Burt Bacharach, Hal David) 5:47
2. Tryin’ Times (Donny Hathaway, Leroy Hutson) 5:30
3. I Love Paris (Cole Porter) 6:00
4. Feeling Good (Anthony Newley, Leslie Bricusse) 4:58
5. Dear Lord (Dwight Trible, John Coltrane) 7:23
6. Heaven & Hell (Dorothy Ashby) 5:16
7. Black Is the Colour of My True Love’s Hair (Trad.)  6:42
8. Deep River (trad.) 6:16

Die Titel 1, 2, 4, 5, 6 und 7 wurden von Ben Lamdin in den Fish Factory Studios und die Titel 3 und 8 von George Atkins in den 80 Hertz Studios im Juli und November 2016 aufgenommen.

## Rezeption
Nach Meinung von Peter Jones (London Jazz News) ist Trible ist ein leidenschaftlicher, gefühlvoller, charismatischer und sozial engagierter Künstler mit einer üppigen, resonanten Stimme, deren Klangfarbe an die schwarze Kirchenmusik erinnere. In der Art, wie er den Bacharach/David-Klassiker What the World Needs Now Is Love singe, verwandle er das fröhlich-klapprige Original in etwas Hypnotisches und Meditatives. Dies werde zum Teil durch den beschwörenden Stil seiner Gesangsdarbietung erreicht, zum Teil durch unterlassene Akkordwechsel, wodurch der Song modaler werde. Cole Porters I Love Paris sei sowohl harmonisch als auch rhythmisch reduziert: Die minimalen Akkordwechsel führen wiederum in Kombination mit dem Fehlen eines Pulses zu einer radikalen, zum Nachdenken anregenden Neuinterpretation. Trible habe tiefe Wurzeln in der psychedelischen und avantgardistischen Szene von Los Angeles und beziehe sich oft auf die Musik von Sun Ra und Pharoah Sanders. Einer seiner Einflüsse, so der Autor, sei das Album The Rubaiyat (1970) von Dorothy Ashby, Davon habe Trible die seltsame, aber überzeugende Bossa-Nova-Stück Heaven and Hell genommen; Tribles Version sei eine erhabene Meditation über das Leben nach dem Tod.

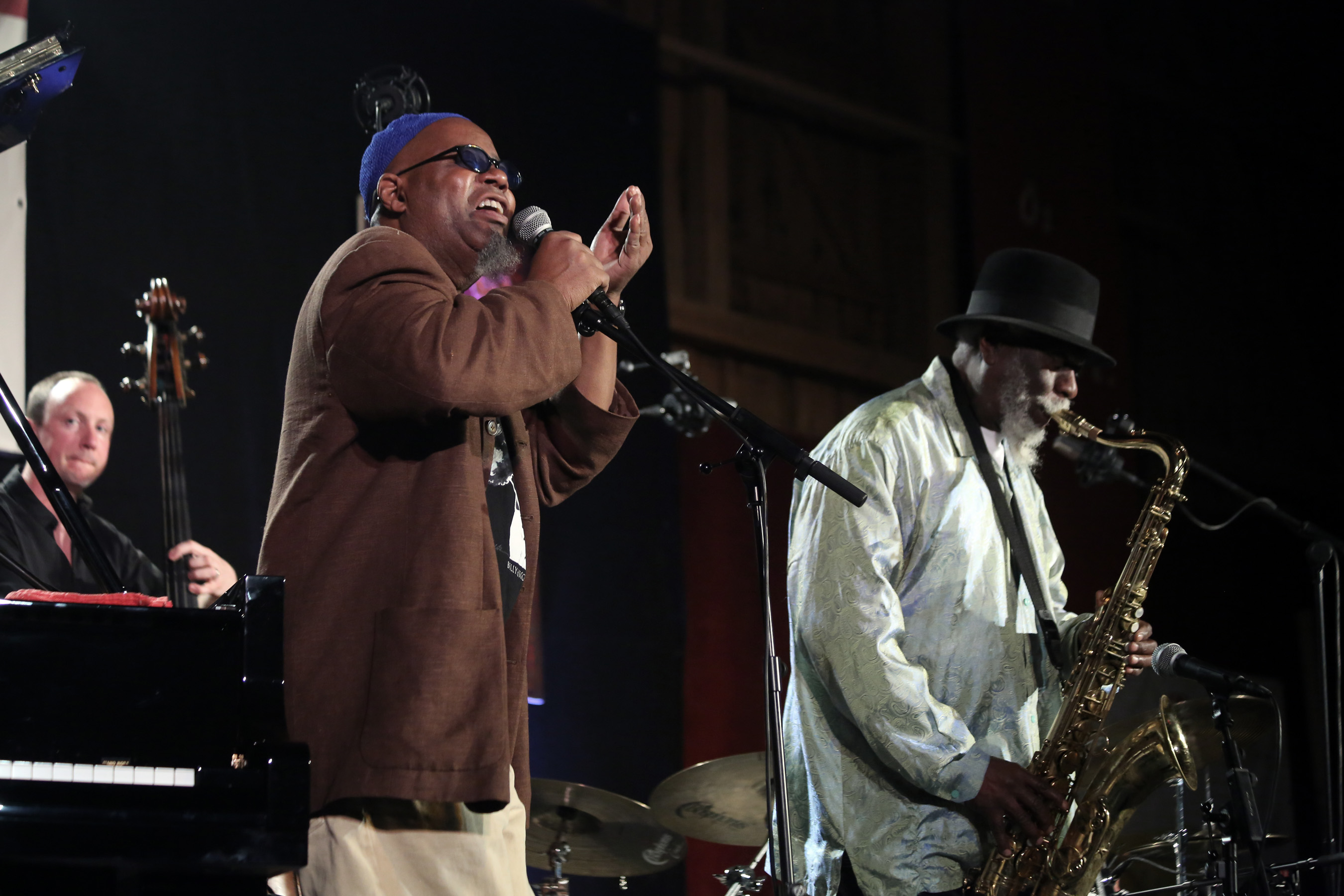
Dwight Trible mit Pharoah Sanders (rechts), Oli Hayhurst (links) auf dem INNtöne Jazzfestival 2013

Nach Ansicht von Phil Barnes, der das Album in All About Jazz rezensierte, sei Tribles Stimme das dominierende Merkmal dieses Albums, eine attraktive Mischung aus Leon Thomas aus der Zeit seiner Arbeit mit Pharoah Sanders oder der frühen Solo-Ära bei Flying Dutchman Records, in der Thomas auf das Jodeln verzichtet hatte, und vielleicht einen Hauch von dem warmen Bariton eines Gregory Porter. Es sei eine Stimme, die man genießen könne, zum Teil klinge sie, als würde man Visionen empfangen, zu einem anderen Teil mitfühlend und emotional, während sie sich durch die von Herzen kommende Sammlung von Standards und Covers schlängelt. Aufnahmequalität und Mastering seien vorbildlich, was an der großartigen Arbeit des Labels liege.
Michael Rütten (Jazz thing) urteilte: „Die Synergie aus Tribles ausdrucksstarkem Gesang und der gewohnten Sanftheit von Halsalls Band öffnen neue Türen.“
Patrick Jarenwattananon meinte in Bandcamp Daily, das Ergebnis der Aufnahmen sei eher eine minimal geprobte und spontane Angelegenheit als eine synkretistische Zusammenarbeit. Der Großteil der Inspirationen finde in entspannten oder langsameren Tempi statt. Die Rhythmusgruppe sei bei Bedarf im Takt und treibend, bleibe aber im Allgemeinen unauffällig. Ebenso spiele Halsall seine Soli mit Zurückhaltung und viel Platz. Dennoch sei dies keine schlechte Möglichkeit zu hören, wie Dwight Trible ein bekanntes Lied in sein eigenes verwandle.
John Lewis schrieb im Guardian, Dwight Tribles üppige, klangvolle Stimme sei in den letzten Jahrzehnten in zahlreiche Kontexte einbezogen worden (etwa im Hip-Hop bei Carlos Nino und J Dilla, bei Veteranen wie Bobby Hutcherson und Charles Lloyd); am wohlsten aber fühle er sich in der von Leon Thomas und Pharoah Sanders definierten spirituellen Idiom, weshalb diese acht modalen Jazz-Coverversionen wie angegossen zu Trible passten.
Jane Cornwell (Evening Standard) meinte, das Zusammentreffen von Dwight Trible mit Matthew Halsall habe „uns ein Vintage-Album voller Gefühl, Kunstfertigkeit und zeitgemäßer Erinnerungen beschert: Die funkelnden Töne einer Harfe sind auf What the World Needs Now Is Love zu hören.“ Es gebe auch eine leidenschaftliche Version des Klassikers Tryin’ Times von Donny Hathaway und Leroy Hutson, die so aktuell wie nie zuvor sei, und eine wunderbare Wiedergabe der meditativen Coltrane-Ballade Dear Lord mit dem herzlichen Texten von Trible. Das herausragende Stück des Albums sei der Folksong Black Is the Colour of My True Love’s Hair, aus dem sich Halsalls klar klingende Trompete erhebe; es sei aber Tribles überirdische Stimme, die im Gedächtnis bleibe.